# امانوئل بیانکوکی
امانوئل بیانکوکی (انگلیسی: Emanuel Biancucchi؛ زادهٔ ۲۸ ژوئیهٔ ۱۹۸۸) بازیکن فوتبال اهل آرژانتین است.
از باشگاه‌هایی که در آن بازی کرده‌است می‌توان به باشگاه فوتبال ژیرونا، باشگاه ورزشی واسکو دوگاما، باشگاه فوتبال مونیخ ۱۸۶۰، و باشگاه فوتبال باهیا اشاره کرد.